# کل العرب
کل العرب (به عربی: كل العرب) یک روزنامهٔ هفتگی عربیزبان اسرائیلی است که در سال ۱۹۸۷ بنیان‌گذاری شده‌است. این رسانه که در ناصره قرار گرفته‌است، پرنفوذترین و پرخواننده‌ترین هفته‌نامه عربی‌زبان در اسرائیل است.